# Елизабета Ајнштајн
Елизабета Ајнштајн (мађ. Elizabeth Roboz Einstein; Сасварош, 11. април 1904 — Беркли, 9. јануар 1995) била је биохемичар и неуронаучник позната по пречишћавању и карактеризацији базичног протеина мијелина (МБП), истражујући његову потенцијалну улогу у неуродегенеративној болести мултипле склерозе (МС) и помагању пиониру у области неурохемије.

## Младост и образовање
Елизабет Робоз је рођена 1904. године у Сасварошу, Трансилванија, Аустроугарска (сада Ораштије, Румунија). Њен отац, професор у средњој школи и главни градски рабин, умро је 1914. године, а њена мајка је преселила Елизабет и њених петоро браће и сестара у Њређхазу.
Она је на матурском испиту из свих пет предмета добила одлично, међутим, у последњој години средње школе, мађарски парламент је ограничио број јеврејских студената који су могли да се упишу на Универзитет у Будимпешти. Увидевши да би ограничења могла да јој онемогуће упис на Универзитет у Будимпешти, уписала се на Универзитет у Бечу. Тамо је стекла докторат из органске хемије са највишим похвалама, summa cum laude (уз највише похвале), 1928. године. После тога се вратила у Мађарску, где је од ње Универзитет у Будимпешти захтевао да понови испите пре него што јој је потврдио диплому.
Године 1940. емигрирала је из Мађарске, где је антисемитизам био у порасту, у Сједињене Државе преко визе стручњака за пољопривреду. Њена породица је остала у Мађарској, где их је задесио Други светски рат, њена мајка је умрла током рата, а њеног брата Карла и два њена зета убили су мађарски нацисти. После рата, њена друга браћа и сестре придружили су јој се у Сједињеним Државама. Са једном од сестара, Едит, делила је свој дом у Пало Алту у Калифорнији.

## Каријера и истраживање

### Каријера
Робоз-Ајнштајн је почела своју истраживачку каријеру као научник у области ботанике. Током основних студија, специјализовала се за биљну биохемију у Зелнеровој лабораторији у Бечу.  Основала је лабораторију за исхрану биља у мађарској компанији Агрикултурал Индустри и представљала је компанију на међународним научним конференцијама.  После емиграције у САД, основала је нову лабораторију за исхрану биљака у компанији за кромпир у Стоктону, Калифорнија.
После раних позиција у индустрији, Робоз-Ајнштајн се окренула академској заједници, где је радила у више институција. Прво се придружила Калифорнијском институту за технологију (Калтех) 1942. године као асистенткиња и бавила се истраживањем Алој вере са биоорганским хемичаром Аријем Јаном Хаген-Смитом. Напредовала је у научног сарадника, али пошто Калтех није именовао жене за професоре, 1945. прелази на Универзитет у Вајомингу као ванредни професор хемије. Ту је остала до 1948. године, радећи и као хемичар истраживач на Факултету инжењеринга, након чега се придружила Универзитету Стенфорд као научни сарадник у Лабораторији за истраживање хране на Стенфордском истраживачком институту.
Године 1952. напустила је Станфорд и преселила се на Универзитет Џорџтаун, где је преузела место ванредног професора биохемије, предајући студентима медицине, као и предавања у болници Ветеранс Администрејшн. У Џорџтауну је развила интересовање за мултиплу склерозу након што је студирала неурохемију да би подучавала своје студенте.
Вратила се на Универзитет Стенфорд 1958. (овај пут као ванредни професор неурологије и медицинске микробиологије), где је изабрана да руководи новом Кошланд лабораторијом за неурохемију у Стенфорду.
Преселила се на Универзитет Калифорније у одељак Медицинског факултета у Сан Франциску 1959. године да би била ближе кући, а касније се преселила у кампус Беркли Универзитета Калифорније.
Велики део њеног рада подржан је од стране Националног института за здравље (НИХ), за који је била истраживач за Лабораторију клиничких наука, НИМХ (раније Одсек за клиничку биохемију, Одсек за клиничку физиологију и Огранак за психосоматску медицину).
Била је члан Америчког удружења хемичара, Друштва за експерименталну биологију и медицину и Америчке академије за неурологију. Године 1957, заједно са Мејнардом Коеном и Доналдом Б. Тауером, покренула је неурохемијску секцију у оквиру Америчке академије за неурологију, са првим окупљањем секције на састанку у Бостону 1957. године.

### Истраживање
Робоз-Ајнштајн и Кариен Кајс из Националног института за здравље НИМХ идентификовали су мијелински основни протеин (МБП) као антиген који изазива имунолошки одговор у експерименталном алергијском енцефаломијелитису (ЕАЕ), моделу који се користи за проучавање мултипле склерозе (МС) и других демијелинизирајућих болести. Научници су претходно знали да аутоимуни одговор који води до енцефалитиса и демијелинације може бити изазван убризгавањем животињама нервног ткива, али нису знали који тачно антиген у ткиву је одговоран за то. Робоз-Ајнштајн и Кајс су успели да изолују МБП и демонстрирају да он изазива ЕАЕ, што је омогућило даље сужавање специфичних антигених региона протеина и побољшање модела за истраживање потенцијалних имунотерапија за демијелинизирајуће болести.
У 1968. години, добила је грант од 28.405 долара за истраживање од Националног друштва за мултиплу склерозу. Ајнштајн и њене колеге са Универзитета у Калифорнији у Сан Франциску, укључујући др Ли-пен Чаоа, користили су грант да истраже узроке енцефалитогености протеина. Развила је методе за мерење нивоа имуноглобулина и гликопротеина у цереброспиналној течности и истраживала како промене у њиховим нивоима доводе до болести. Од 1961. до 1962. била је стипендиста СЕАТО на Универзитету у Бангкоку и водила истраживања на Пастеур институту у Бангкоку, која су укључивала проучавање поствакциналног енцефаломијелитиса против беснила.
Поред истраживања болести нервног система, она је такође спроводила истраживања да би боље разумела нормалан развој нервног система. На Универзитету у Калифорнији, Сан Франциско, водила је студије о протеинима у нервном ткиву, фокусирајући се на оне који се појављују током мијелиногенезе и њихове промене током развоја. На Универзитету у Калифорнији, Беркли, сарађивала је са колегом Паолом С. Тимирасом у истраживању веза између мозга и ендокриног система, са посебним освртом на утицај тироидних хормона на мијелиногенезу. Открили су да ти хормони утичу на почетак и квалитет мијелина који се производи током развоја мозга, што је довело до развоја хормонске заменске терапије за новорођенчад са хипотиреозом.

## Лични живот
Робоз се удала за Ханса Алберта Ајнштајна, првог сина физичара Алберта Ајнштајна и професора хидрауличког инжењерства на Калифорнијском универзитету у Берклију, јуна 1959. године. Нису имали заједничку децу, иако је Ханс имао четворо деце из првог брака са Фридом Кнехт, од којих је само двоје преживело до пунолетства. Ханс је умро 26. јула 1973. и Робоз је написала његову биографију, „Ханс Алберт Ајнштајн: Реминисценције његовог живота и нашег заједничког живота” (1992).
Робоз-Ајнштајново откриће базичног протеина мијелина као енцефалитогеног изазвало је интересовање Јонаса Салка, који је био заинтересован за то да ли је укључен у мултиплу склерозу. Посетио је Робозову у октобру 1965. да би сазнао више, развили су пријатељство и професионалну сарадњу, годинама размењујући писма. Робоз-Ајнштајн се такође дописивала са микробиологом Естер Ледерберг.
Њена интересовања су укључивала путовања, кување, музику и природу.
Умрла је 9. јануара 1995. у свом дому у Берклију у Калифорнији.

## Почасти и награде
- Универзитет Калифорније, Беркли даје стипендију Елизабет Робоз Ајнштајн за студенте докторских студија који истражују развојну неуронауку у њену част.[19]
- Златна медаља Милана, Међународно друштво за неурохемију, 1970.[20]
- Године 1984. посвећен јој је посебан број часописа Неурохемијска истраживања
- Сан Францисцо Егзаминер проглашена за једну од десет истакнутих жена у области залива 1965..[6]
- Награда факултета Раскоб за истраживаче на католичким универзитетима, Универзитет Џорџтаун, 1956.[3]

## Публикације
- Протеини мозга и цереброспинална течност у здрављу и болести — Proteins of the Brain and the Cerebrospinal Fluid in Health and Disease (1982).
- Ханс Алберт Ајнштајн: Реминисценције на његов живот и наш заједнички живот — Hans Albert Einstein: Reminiscences of his Life and our Life Together (1992).
- Nakao, Akira; Davis, William J.; Einstein, Elizabeth Roboz (1966-11-29). Biochimica et Biophysica Acta (BBA) - General Subjects (на језику: енглески). 130 (1): 163—170. ISSN 0304-4165. doi:10.1016/0304-4165(66)90019-5.
- Einstein, Elizabeth Roboz; Robertson, Duncan M.; DiCaprio, Joseph M.; Moore, William (јул 1962). Journal of Neurochemistry (на језику: енглески). 9 (4): 353—361. ISSN 0022-3042. PMID 13889647. S2CID 34219651. doi:10.1111/j.1471-4159.1962.tb09461.x.